# Groupe I des éliminatoires du Championnat d'Europe de football 2016
Navigation
Groupe H
Cet article donne le calendrier, les résultats des matches ainsi que le classement du groupe I des éliminatoires de l'Euro 2016.

## Classement
Dorénavant (et avec la formule de 53 équipes nationales en phase qualificative) afin de pouvoir disputer des matches amicaux centralisés, le pays organisateur (la France pour l'Euro 2016) est affecté au groupe initialement de cinq équipes (Groupe I). Il pourra ainsi, bien que qualifié d'office, prendre part à la compétition dès la phase de qualification et ainsi mieux se préparer. En outre, l'UEFA propose aux diffuseurs de télévision une compétition plus lisible.
| Rang | Équipe   | Pts | J | G | N | P | Bp | Bc | Diff |  | Résultats (▼ dom., ► ext.) |     |     |     |     |     |
| ---- | -------- | --- | - | - | - | - | -- | -- | ---- |  | -------------------------- | --- | --- | --- | --- | --- |
| 1    | Portugal | 21  | 8 | 7 | 0 | 1 | 11 | 5  | +6   |  | Portugal                   |     | 0-1 | 1-0 | 2-1 | 1-0 |
| 2    | Albanie  | 14  | 8 | 4 | 2 | 2 | 10 | 5  | +5   |  | Albanie                    | 0-1 |     | 1-1 | 0-2 | 2-1 |
| 3    | Danemark | 12  | 8 | 3 | 3 | 2 | 8  | 5  | +3   |  | Danemark                   | 0-1 | 0-0 |     | 2-0 | 2-1 |
| 4    | Serbie   | 4-3 | 8 | 2 | 1 | 5 | 8  | 13 | -5   |  | Serbie                     | 1-2 | 0-3 | 1-3 |     | 2-0 |
| 5    | Arménie  | 2   | 8 | 0 | 2 | 6 | 5  | 14 | -9   |  | Arménie                    | 2-3 | 0-3 | 0-0 | 1-1 |     |

- La Serbie est éliminée à la suite de sa défaite (2-0) au Danemark, le 13 juin 2015.
- L'Arménie est éliminée depuis le 4 septembre 2015 à la suite de sa défaite (2-0) en Serbie conjuguée au partage (0-0) entre le Danemark et l'Albanie.
- Le Portugal assure de terminer premier du groupe et se qualifie pour l'Euro 2016 de football à la suite de sa victoire (1-0) face au Danemark, le 8 octobre 2015.
- L'Albanie termine deuxième du groupe et se qualifie pour l'Euro 2016 de football à la suite de sa victoire (0-3) en Arménie, le 11 octobre 2015.
- Le Danemark termine troisième du groupe et joue les barrages, le 11 octobre 2015.

## Résultats et calendrier
| 1re journée                | Danemark                      | 2 - 1   | Arménie        | Parken Stadium, Copenhague                       |                                                  |
| 7 septembre 2014 18h00 HEC | Højbjerg 65e · Kahlenberg 80e | (0 - 0) | 50e Mkhitaryan | Spectateurs : 20 141 Arbitrage : Alexandru Tudor | Spectateurs : 20 141 Arbitrage : Alexandru Tudor |
| 7 septembre 2014 18h00 HEC | Rapport                       |         |                | Spectateurs : 20 141 Arbitrage : Alexandru Tudor | Spectateurs : 20 141 Arbitrage : Alexandru Tudor |

|           | Portugal | 0 - 1   | Albanie   | Stade municipal d'Aveiro, Aveiro              |                                               |
| 20h45 HEC |          | (0 - 0) | 52e Balaj | Spectateurs : 23 205 Arbitrage : Ruddy Buquet | Spectateurs : 23 205 Arbitrage : Ruddy Buquet |
| 20h45 HEC | Rapport  |         |           | Spectateurs : 23 205 Arbitrage : Ruddy Buquet | Spectateurs : 23 205 Arbitrage : Ruddy Buquet |

| 2e journée                | Arménie        | 1 - 1   | Serbie    | Stade Républicain Vazgen Sargsyan, Erevan        |                                                  |
| 11 octobre 2014 18h00 HEC | Arzumanyan 73e | (0 - 0) | 89e Tošić | Spectateurs : 7 500 Arbitrage : Tom Harald Hagen | Spectateurs : 7 500 Arbitrage : Tom Harald Hagen |
| 11 octobre 2014 18h00 HEC | Rapport        |         |           | Spectateurs : 7 500 Arbitrage : Tom Harald Hagen | Spectateurs : 7 500 Arbitrage : Tom Harald Hagen |

|           | Albanie     | 1 - 1   | Danemark | Elbasan Arena, Elbasan                         |                                                |
| 20h45 HEC | Lenjani 38e | (1 - 0) | 81e Vibe | Spectateurs : 12 800 Arbitrage : Viktor Kassai | Spectateurs : 12 800 Arbitrage : Viktor Kassai |
| 20h45 HEC | Rapport     |         |          | Spectateurs : 12 800 Arbitrage : Viktor Kassai | Spectateurs : 12 800 Arbitrage : Viktor Kassai |

| 3e journée                | Danemark | 0 - 1   | Portugal        | Parken Stadium, Copenhague                   |                                              |
| 14 octobre 2014 20h45 HEC |          | (0 - 0) | 90+5e C.Ronaldo | Spectateurs : 36 562 Arbitrage : Felix Brych | Spectateurs : 36 562 Arbitrage : Felix Brych |
| 14 octobre 2014 20h45 HEC | Rapport  |         |                 | Spectateurs : 36 562 Arbitrage : Felix Brych | Spectateurs : 36 562 Arbitrage : Felix Brych |

|           | Serbie  | 0 - 3        | Albanie | Stade du Partizan, Belgrade                      |                                                  |
| 20h45 HEC |         | (Tapis vert) |         | Spectateurs : 25 200 Arbitrage : Martin Atkinson | Spectateurs : 25 200 Arbitrage : Martin Atkinson |
| 20h45 HEC | Rapport |              |         | Spectateurs : 25 200 Arbitrage : Martin Atkinson | Spectateurs : 25 200 Arbitrage : Martin Atkinson |

| 4e journée                 | Portugal      | 1 - 0   | Arménie | Estádio Algarve, Faro                               |                                                     |
| 14 novembre 2014 20h45 HEC | C.Ronaldo 72e | (0 - 0) |         | Spectateurs : 21 042 Arbitrage : Tasos Sidiropoulos | Spectateurs : 21 042 Arbitrage : Tasos Sidiropoulos |
| 14 novembre 2014 20h45 HEC | Rapport       |         |         | Spectateurs : 21 042 Arbitrage : Tasos Sidiropoulos | Spectateurs : 21 042 Arbitrage : Tasos Sidiropoulos |

|           | Serbie   | 1 - 3   | Danemark                    | Stade du Partizan, Belgrade              |                                          |
| 20h45 HEC | Tošić 4e | (1 - 0) | 60e 85e Bendtner · 62e Kjær | Spectateurs : 0 Arbitrage : Cüneyt Çakır | Spectateurs : 0 Arbitrage : Cüneyt Çakır |
| 20h45 HEC | Rapport  |         |                             | Spectateurs : 0 Arbitrage : Cüneyt Çakır | Spectateurs : 0 Arbitrage : Cüneyt Çakır |

| 5e journée             | Albanie                | 2 - 1   | Arménie      | Elbasan Arena, Elbasan                                    |                                                           |
| 29 mars 2015 18h00 HEC | Mavraj 77e · Gashi 81e | (0 - 1) | Movsisyan 4e | Spectateurs : 12 300 Arbitrage : David Fernández Borbalán | Spectateurs : 12 300 Arbitrage : David Fernández Borbalán |
| 29 mars 2015 18h00 HEC | Rapport                |         |              | Spectateurs : 12 300 Arbitrage : David Fernández Borbalán | Spectateurs : 12 300 Arbitrage : David Fernández Borbalán |

|           | Portugal                    | 2 - 1   | Serbie    | Estádio da Luz, Lisbonne                         |                                                  |
| 20h45 HEC | Carvalho 10e · Coentrão 63e | (1 - 0) | Matić 61e | Spectateurs : 58 430 Arbitrage : Gianluca Rocchi | Spectateurs : 58 430 Arbitrage : Gianluca Rocchi |
| 20h45 HEC | Rapport                     |         |           | Spectateurs : 58 430 Arbitrage : Gianluca Rocchi | Spectateurs : 58 430 Arbitrage : Gianluca Rocchi |

| 6e journée             | Arménie                   | 2 - 3   | Portugal                   | Stade Républicain Vazgen-Sargsian, Erevan       |                                                 |
| 13 juin 2015 18h00 HEC | Pizzelli 14e · Mkoyan 72e | (1 - 1) | 29e (pen.) 55e 58e Ronaldo | Spectateurs : 14 527 Arbitrage : Serge Gumienny | Spectateurs : 14 527 Arbitrage : Serge Gumienny |
| 13 juin 2015 18h00 HEC | Rapport                   |         |                            | Spectateurs : 14 527 Arbitrage : Serge Gumienny | Spectateurs : 14 527 Arbitrage : Serge Gumienny |

|           | Danemark                        | 2 - 0   | Serbie | Parken Stadium, Copenhague                     |                                                |
| 20h45 HEC | Y. Poulsen 13e · J. Poulsen 87e | (1 - 0) |        | Spectateurs : 30 887 Arbitrage : Björn Kuipers | Spectateurs : 30 887 Arbitrage : Björn Kuipers |
| 20h45 HEC | Rapport                         |         |        | Spectateurs : 30 887 Arbitrage : Björn Kuipers | Spectateurs : 30 887 Arbitrage : Björn Kuipers |

| 7e journée                 | Danemark | 0 - 0   | Albanie | Parken Stadium, Copenhague                      |                                                 |
| 4 septembre 2015 20h45 HEC |          | (0 - 0) |         | Spectateurs : 35 648 Arbitrage : William Collum | Spectateurs : 35 648 Arbitrage : William Collum |
| 4 septembre 2015 20h45 HEC | Rapport  |         |         | Spectateurs : 35 648 Arbitrage : William Collum | Spectateurs : 35 648 Arbitrage : William Collum |

|           | Serbie                             | 2 - 0   | Arménie | Stade Karađorđe, Novi Sad                    |                                              |
| 20h45 HEC | Hayrapetyan 22e (csc) · Ljajić 53e | (1 - 0) |         | Spectateurs : 0 Arbitrage : Miroslav Zelinka | Spectateurs : 0 Arbitrage : Miroslav Zelinka |
| 20h45 HEC | Rapport                            |         |         | Spectateurs : 0 Arbitrage : Miroslav Zelinka | Spectateurs : 0 Arbitrage : Miroslav Zelinka |

| 8e journée                    | Arménie | 0 - 0   | Danemark | Stade Républicain Vazgen-Sargsian, Erevan         |                                                   |
| 7 septembre 2015 18h00 00 HEC |         | (0 - 0) |          | Spectateurs : 7 500 Arbitrage : Svein Oddvar Moen | Spectateurs : 7 500 Arbitrage : Svein Oddvar Moen |
| 7 septembre 2015 18h00 00 HEC | Rapport |         |          | Spectateurs : 7 500 Arbitrage : Svein Oddvar Moen | Spectateurs : 7 500 Arbitrage : Svein Oddvar Moen |

|           | Albanie | 0 - 1   | Portugal     | Elbasan Arena, Elbasan                          |                                                 |
| 20h45 HEC |         | (0 - 0) | 90+2e Veloso | Spectateurs : 12 121 Arbitrage : Jonas Eriksson | Spectateurs : 12 121 Arbitrage : Jonas Eriksson |
| 20h45 HEC | Rapport |         |              | Spectateurs : 12 121 Arbitrage : Jonas Eriksson | Spectateurs : 12 121 Arbitrage : Jonas Eriksson |

| 9e journée               | Albanie | 0 - 2   | Serbie                       | Elbasan Arena, Elbasan     |                            |
| 8 octobre 2015 20h45 HEC |         | (0 - 0) | 90+1e Kolarov · 90+4e Ljajić | Arbitrage : Nicola Rizzoli | Arbitrage : Nicola Rizzoli |
| 8 octobre 2015 20h45 HEC | Rapport |         |                              | Arbitrage : Nicola Rizzoli | Arbitrage : Nicola Rizzoli |

|           | Portugal     | 1 - 0   | Danemark | Stade municipal de Braga, Braga |                              |
| 20h45 HEC | Moutinho 66e | (0 - 0) |          | Arbitrage : Mark Clattenburg    | Arbitrage : Mark Clattenburg |
| 20h45 HEC | Rapport      |         |          | Arbitrage : Mark Clattenburg    | Arbitrage : Mark Clattenburg |

| 10e journée               | Arménie | 0 - 3   | Albanie                                           | Stade Républicain Vazgen-Sargsian, Erevan |                              |
| 11 octobre 2015 18h00 HEC |         | (0 - 2) | 8e (csc) Hovhannisyan · 23e Djimsiti · 76e Sadiku | Arbitrage : Szymon Marciniak              | Arbitrage : Szymon Marciniak |
| 11 octobre 2015 18h00 HEC | Rapport |         |                                                   | Arbitrage : Szymon Marciniak              | Arbitrage : Szymon Marciniak |

|           | Serbie    | 1 - 2   | Portugal               | Stade du Partizan, Belgrade          |                                      |
| 18h00 HEC | Tošić 65e | (0 - 1) | 5e Nani · 78e Moutinho | Arbitrage : David Fernández Borbalán | Arbitrage : David Fernández Borbalán |
| 18h00 HEC | Rapport   |         |                        | Arbitrage : David Fernández Borbalán | Arbitrage : David Fernández Borbalán |

## Buteurs
Note : les matchs amicaux de l’équipe de France ne sont pas comptés.
| Pos | Joueur                | Pays     | Buts |
| --- | --------------------- | -------- | ---- |
| 1   | Cristiano Ronaldo     | Portugal | 5    |
| 2   | Nicklas Bendtner      | Danemark | 2    |
| 2   | Adem Ljajić           | Serbie   | 2    |
| 2   | Zoran Tošić           | Serbie   | 2    |
| 4   | Bekim Balaj           | Albanie  | 1    |
| 4   | Shkëlzen Gashi        | Albanie  | 1    |
| 4   | Ermir Lenjani         | Albanie  | 1    |
| 4   | Mergim Mavraj         | Albanie  | 1    |
| 4   | Robert Arzumanyan     | Arménie  | 1    |
| 4   | Henrikh Mkhitaryan    | Arménie  | 1    |
| 4   | Hrayr Mkoyan          | Arménie  | 1    |
| 4   | Marcos Pizzelli       | Arménie  | 1    |
| 4   | Pierre-Emile Højbjerg | Danemark | 1    |
| 4   | Thomas Kahlenberg     | Danemark | 1    |
| 4   | Simon Kjær            | Danemark | 1    |
| 4   | Jakob Poulsen         | Danemark | 1    |
| 4   | Yussuf Poulsen        | Danemark | 1    |
| 4   | Lasse Vibe            | Danemark | 1    |
| 4   | Ricardo Carvalho      | Portugal | 1    |
| 4   | Fábio Coentrão        | Portugal | 1    |
| 4   | Aleksandar Kolarov    | Serbie   | 1    |
| 4   | Nemanja Matić         | Serbie   | 1    |
| 4   | Miguel Veloso         | Serbie   | 1    |

Buts contre son camp :
| Joueur            | Pays                   | Buts csc |
| ----------------- | ---------------------- | -------- |
| Mergim Mavraj     | Albanie (pour Arménie) | 1        |
| Levon Hayrapetyan | Arménie (pour Serbie)  | 1        |
| Kamo Hovhannisyan | Arménie (pour Albanie) | 1        |

## Passeurs
Note : les matchs amicaux de l’équipe de France ne sont pas comptés.
| Pos | Joueur              | Pays     | Passes |
| --- | ------------------- | -------- | ------ |
| 1   | Nicklas Bendtner    | Danemark | 3      |
| 2   | Ermir Lenjani       | Albanie  | 1      |
| 2   | Odise Roshi         | Albanie  | 1      |
| 2   | Georg Ghazarian     | Arménie  | 1      |
| 2   | Taron Voskanyan     | Arménie  | 1      |
| 2   | Nicolai Boilesen    | Danemark | 1      |
| 2   | Michael Krohn-Dehli | Danemark | 1      |
| 2   | João Moutinho       | Portugal | 1      |
| 2   | Rui Patrício        | Portugal | 1      |
| 2   | Ricardo Quaresma    | Portugal | 1      |
| 2   | Nemanja Gudelj      | Serbie   | 1      |
| 2   | Radosav Petrović    | Serbie   | 1      |

## Résultats et calendrier des matches amicaux de l'équipe de France
Cette section présente le calendrier et les résultats des matches amicaux de l'équipe de France lors de la phase qualificative.
| Match amical journée 1     | Serbie      | 1 - 1   | France    | Stade du Partizan, Belgrade                     |                                                 |
| 7 septembre 2014 20h45 HEC | Kolarov 80e | (0 - 1) | 13e Pogba | Spectateurs : 12 000 Arbitrage : Wolfgang Stark | Spectateurs : 12 000 Arbitrage : Wolfgang Stark |
| 7 septembre 2014 20h45 HEC | Rapport     |         |           | Spectateurs : 12 000 Arbitrage : Wolfgang Stark | Spectateurs : 12 000 Arbitrage : Wolfgang Stark |

| Match amical journée 2    | France                 | 2 - 1   | Portugal            | Stade de France, Saint-Denis                      |                                                   |
| 11 octobre 2014 20h45 HEC | Benzema 3e · Pogba 69e | (1 - 0) | 77e (pen.) Quaresma | Spectateurs : 79 000 Arbitrage : Szymon Marciniak | Spectateurs : 79 000 Arbitrage : Szymon Marciniak |
| 11 octobre 2014 20h45 HEC | Rapport                |         |                     | Spectateurs : 79 000 Arbitrage : Szymon Marciniak | Spectateurs : 79 000 Arbitrage : Szymon Marciniak |

| Match amical journée 3    | Arménie | 0 - 3   | France                                      | Stade Hrazdan, Erevan                         |                                               |
| 14 octobre 2014 18h00 HEC |         | (0 - 1) | 7e Rémy · 55e (pen.) Gignac · 84e Griezmann | Spectateurs : 6 000 Arbitrage : István Kovács | Spectateurs : 6 000 Arbitrage : István Kovács |
| 14 octobre 2014 18h00 HEC | Rapport |         |                                             | Spectateurs : 6 000 Arbitrage : István Kovács | Spectateurs : 6 000 Arbitrage : István Kovács |

| Match amical journée 4     | France        | 1 - 1   | Albanie    | Stade de la route de Lorient, Rennes              |                                                   |
| 14 novembre 2014 20h45 HEC | Griezmann 73e | (0 - 1) | 40e Mavraj | Spectateurs : 29 000 Arbitrage : Miroslav Zelinka | Spectateurs : 29 000 Arbitrage : Miroslav Zelinka |
| 14 novembre 2014 20h45 HEC | Rapport       |         |            | Spectateurs : 29 000 Arbitrage : Miroslav Zelinka | Spectateurs : 29 000 Arbitrage : Miroslav Zelinka |

| Match amical journée 5 | France                     | 2 - 0   | Danemark | Stade Geoffroy-Guichard, Saint-Étienne         |                                                |
| 29 mars 2015 21 h HEC  | Lacazette 14e · Giroud 38e | (2 - 0) |          | Spectateurs : 35 000 Arbitrage : Ivan Kružliak | Spectateurs : 35 000 Arbitrage : Ivan Kružliak |
| 29 mars 2015 21 h HEC  | Rapport                    |         |          | Spectateurs : 35 000 Arbitrage : Ivan Kružliak | Spectateurs : 35 000 Arbitrage : Ivan Kružliak |

| Match amical journée 6 | Albanie  | 1 - 0   | France | Elbasan Arena, Elbasan                         |                                                |
| 13 juin 2015 18h00 HEC | Kaçe 43e | (1 - 0) |        | Spectateurs : 13 000 Arbitrage : Halis Özkahya | Spectateurs : 13 000 Arbitrage : Halis Özkahya |
| 13 juin 2015 18h00 HEC | Rapport  |         |        | Spectateurs : 13 000 Arbitrage : Halis Özkahya | Spectateurs : 13 000 Arbitrage : Halis Özkahya |

| Match amical journée 7     | Portugal | 0 - 1   | France       | Estádio José Alvalade XXI, Lisbonne             |                                                 |
| 4 septembre 2015 20h45 HEC |          | (0 - 0) | 85e Valbuena | Spectateurs : 39 853 Arbitrage : Danny Makkelie | Spectateurs : 39 853 Arbitrage : Danny Makkelie |
| 4 septembre 2015 20h45 HEC | Rapport  |         |              | Spectateurs : 39 853 Arbitrage : Danny Makkelie | Spectateurs : 39 853 Arbitrage : Danny Makkelie |

| Match amical journée 8     | France          | 2 - 1   | Serbie       | Stade Matmut-Atlantique, Bordeaux |                        |
| 7 septembre 2015 20h45 HEC | Matuidi 10e 25e | (2 - 1) | 39e Mitrović | Arbitrage : Artur Dias            | Arbitrage : Artur Dias |
| 7 septembre 2015 20h45 HEC | Rapport         |         |              | Arbitrage : Artur Dias            | Arbitrage : Artur Dias |

| Match amical journée 9   | France                                       | 4 - 0   | Arménie | Allianz Riviera, Nice     |                           |
| 8 octobre 2015 20h45 HEC | Griezmann 35e · Cabaye 55e · Benzema 78e 79e | (1 - 0) |         | Arbitrage : Slavko Vinčić | Arbitrage : Slavko Vinčić |
| 8 octobre 2015 20h45 HEC | Rapport                                      |         |         | Arbitrage : Slavko Vinčić | Arbitrage : Slavko Vinčić |

| Match amical journée 10   | Danemark        | 1 - 2   | France       | Parken Stadium, Copenhague |                            |
| 11 octobre 2015 20h45 HEC | Sviatchenko 91e | (0 - 2) | 4e 6e Giroud | Arbitrage : Jonas Eriksson | Arbitrage : Jonas Eriksson |
| 11 octobre 2015 20h45 HEC | Rapport         |         |              | Arbitrage : Jonas Eriksson | Arbitrage : Jonas Eriksson |

Les résultats obtenus contre le pays organisateur, par les cinq autres équipes du groupe, ne sont pas pris en compte pour le classement du groupe. Qui plus est ils n'ont qu'un influence minime sur le classement FIFA : ces matches ont un coefficient normal (1) de match amical contre un coefficient augmenté (2,5) pour un match d'éliminatoire à une compétition continentale. Selon une déclaration du sélectionneur français Didier Deschamps du 23 février 2014, ces points ont quand même une importance autant pour la France que pour ses adversaires. Initialement le président de l'UEFA avait annoncé une différence entre le classement FIFA et le classement UEFA, et que ce dernier servirait à constituer les groupes de phase finale et les prochains groupes d'éliminatoires à l'avenir,.
Le classement tenant compte des résultats de la France, classement sans incidence sur tout le reste de la compétition, dont la France termine première avec une défaite seulement sur dix matchs.
| Rang | Équipe   | Pts | J  | G | N | P | Bp | Bc | Diff |  | Résultats (▼ dom., ► ext.) |     |     |     |     |     |     |
| ---- | -------- | --- | -- | - | - | - | -- | -- | ---- |  | -------------------------- | --- | --- | --- | --- | --- | --- |
| 1    | France   | 23  | 10 | 7 | 2 | 1 | 18 | 6  | +12  |  | France                     |     | 2-1 | 1-1 | 2-0 | 2-1 | 4-0 |
| 2    | Portugal | 21  | 10 | 7 | 0 | 3 | 12 | 8  | +4   |  | Portugal                   | 0-1 |     | 0-1 | 1-0 | 2-1 | 1-0 |
| 3    | Albanie  | 18  | 10 | 5 | 3 | 2 | 11 | 6  | +5   |  | Albanie                    | 1-0 | 0-1 |     | 1-1 | 0-2 | 2-1 |
| 4    | Danemark | 12  | 10 | 3 | 3 | 4 | 9  | 10 | -1   |  | Danemark                   | 1-2 | 0-1 | 0-0 |     | 2-0 | 2-1 |
| 5    | Serbie   | 5-3 | 10 | 2 | 2 | 6 | 10 | 16 | -6   |  | Serbie                     | 1-1 | 1-2 | 0-3 | 1-3 |     | 2-0 |
| 6    | Arménie  | 2   | 10 | 0 | 2 | 8 | 5  | 21 | -16  |  | Arménie                    | 0-3 | 2-3 | 0-3 | 0-0 | 1-1 |     |